# Palmital de Minas
Palmital de Minas é um distrito no município brasileiro de Cabeceira Grande, do estado de Minas Gerais. O distrito está na divisa entre Minas Gerais e o Distrito Federal, a menor divisa entre duas unidades federativas do Brasil. O distrito dista 119 km de Brasília e 18 km de Cabeceira Grande. De acordo com o censo de 2010, a população do distrito era de 3 415 habitantes e a densidade populacional era de 9,91.
O território de Minas Gerais é separado do território do Distrito Federal pelo reservatório da Usina Hidrelétrica de Queimado. A barragem foi construída sobre o rio Preto. Uma ponte em condições precárias construída sobre o reservatório comunica Cabeceira Grande a Brasília, passando por Palmital de Minas.